# Södra Maléatollen
Södra Maléatollen är en geografisk atoll i Maldiverna. Atollen utgör den södra  delen av den administrativa atollen Kaafu. Norra Maléatollen består av cirka 30 öar varav de tre öarna Gulhi, Guraidhoo och Maafushi är bebodda. Dessutom finns turistanläggningar på ett stort antal öar, dessa räknas officiellt som obebodda.